# Parantica menadensis
Parantica menadensis är en fjärilsart som beskrevs av Moore 1883. Parantica menadensis ingår i släktet Parantica och familjen praktfjärilar. IUCN kategoriserar arten globalt som livskraftig. Inga underarter finns listade i Catalogue of Life.

## Bildgalleri

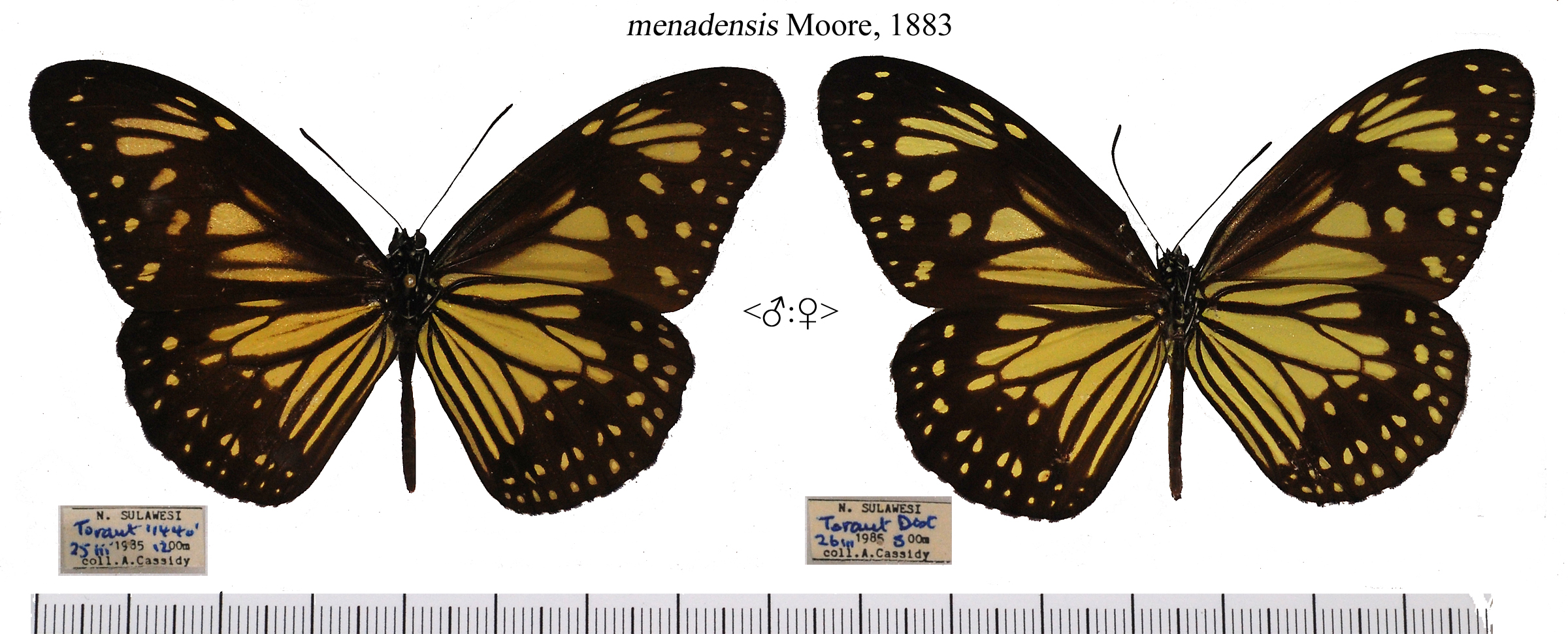